# Herman Beyers
Herman Beyers (Anversa, 20 febbraio 1963) è un ex giocatore di calcio a 5 belga.

## Carriera

### Club
A livello di club Beyers ha giocato sia in Belgio che nei Paesi Bassi nel Bunga Melati con cui è giunto terzo al primo mondiale per club. Ha vinto per tre volte il premio come miglior giocatore belga, vincendo cinque campionati belgi e due olandesi. Nel suo palmarès spiccano sei coppe del Belgio e due coppe dei Paesi Bassi oltre che una Coppa del Benelux. 

### Nazionale
Con la Nazionale maschile di calcio a 5 del Belgio Beyers ha disputato tre campionati mondiali: nel 1989 i diavoli rossi hanno raggiunto la quarta posizione, sconfitti della finalina dagli Stati Uniti mentre nel 1992 e nel 1996 hanno terminato il loro percorso nel girone di accesso alle semifinali. A livello continentale ha vinto la medaglia di bronzo all'European Futsal Tournament 1996. In totale, ha disputato 82 incontri con il Belgio, realizzando 22 reti.

## Palmarès
- Campionato olandese: 2
Bunga Melati: 1996-1997, 1997-1998
- Coppa dei Paesi Bassi: 2
Bunga Melati: 1996-1997, 1997-1998